# Bai-D
Andreas Bai Duelund (født 1. januar 1981), kendt under kunstnernavnet Bai-D, er en dansk hiphopper og sangskriver og medlem af den danske rapgruppe Suspekt sammen med Orgi-E og Rune Rask. Gruppen debuterede i 1999 med albummet Suspekt og har siden udgivet albumsene Ingen Slukker The Stars (2003), Prima Nocte (2007), Elektra (2011), 100% Jesus (2017) og Sindssyge Ting (2020). 
Bai-D har ligeledes medvirket i supergruppen Selvmord (i 2008 med Orgi-E, Jonas Vestergaard, Rune Rask og L.O.C.) og i rapgruppen F1RSTEHOLDET (i 2013 sammen med Jooks, Baya, Orgi-E og Marwan).